# Закон України «Про забезпечення прав і свобод громадян та правовий режим на тимчасово окупованій території України»
Закон України «Про забезпечення прав і свобод громадян та правовий режим на тимчасово окупованій території України» (Закон про окуповані території України) — закон, який визначає статус території України, тимчасово окупованої внаслідок збройної агресії Російської Федерації, встановлює особливий правовий режим на цій території, визначає особливості діяльності в умовах цього режиму, додержання та захисту прав фізичних та юридичних осіб. Ухвалений у другому читанні 15 квітня 2014 року. Набув чинності 27 квітня 2014 року.
17 березня 2015 року Верховна рада України прийняла постанову «Про визнання окремих районів, міст, селищ і сіл Донецької та Луганської областей тимчасово окупованими територіями», а 18 січня 2018 року ухвалилоа закон «Про особливості державної політики щодо забезпечення державного суверенітету України над тимчасово окупованими територіями в Донецькій і Луганській областях», який, «з урахуванням необхідних змін» поширив дію закону «Про забезпечення прав і свобод громадян та правовий режим на тимчасово окупованій території України» (крім норм про порядок в'їзду і виїзду та про територіальну підсудність справ) на непідконтрольну Україні частину територій Донецької і Луганської областей.

## Розробка законопроєкту
20 березня 2014 року у першому читанні голосами 276 депутатів було прийнято за основу закон № 4473-1 «Про права громадян на тимчасово окупованій території» за авторством Сергія Соболєва.
Цей закон став основою для підсумкового варіанту закону, в якому будуть враховані пропозиції, викладені в альтернативних законопроєктах депутатів Юрія Дерев'янка та Олега Ляшка, і який матиме назву «Про правовий режим та забезпечення прав і свобод громадян України на території Автономної Республіки Крим».
261 голосом депутати підтримали пропозицію про розгляд даного законопроєкту у другому читанні за скороченою процедурою. Ухвалення закону у другому читанні було заплановано за кінець березня 2014 року, але згодом перенесене на пізніший термін.

### Голосування у першому читанні
За ухвалення законопроєкту № 4473-1 за основу проголосували 276 депутатів:
| Фракція | Фракція                       | За  | Проти | Утрималося | Не голосувало | Відсутні |
| ------- | ----------------------------- | --- | ----- | ---------- | ------------- | -------- |
|         | Партія регіонів               | 31  | 0     | 0          | 5             | 84       |
|         | ВО «Батьківщина»              | 76  | 0     | 0          | 3             | 3        |
|         | УДАР                          | 34  | 0     | 0          | 1             | 6        |
|         | Суверенна європейська Україна | 31  | 0     | 0          | 3             | 2        |
|         | ВО «Свобода»                  | 32  | 0     | 0          | 0             | 1        |
|         | Комуністична партія України   | 0   | 0     | 0          | 15            | 17       |
|         | Економічний розвиток          | 32  | 0     | 0          | 3             | 1        |
|         | Позафракційні                 | 40  | 0     | 0          | 2             | 17       |
| Загалом | Загалом                       | 276 | 0     | 0          | 32            | 131      |

### Основні положення законопроєкту
Законопроєкт № 4473-1, прийнятий за основу 20 березня, визначає, що тимчасово окупованою територією України є:
- територія Автономної Республіки Крим та міста Севастополя;
- внутрішні води і територіальне море України, його дно і надра, на яких Україна здійснює суверенітет, континентальний шельф і виключна економічна зона, де Україна відповідно до своїх законодавством користується фіскальними, санітарними, імміграційними та митними правами, а в особливій економічній зоні і на континентальному шельфі — суверенними правами і юрисдикцією;
- підводний простір в межах територіального моря;
- повітряний простір, розташований над зазначеною територією.

Також, відповідно до цього законопроєкту, відповідальність за порушення визначених Конституцією та законами України прав людини та відповідальність за охорону культурної спадщини на тимчасово окупованій території покладається на Російську Федерацію.
Державні органи та органи місцевого самоврядування на тимчасово окупованій території діють лише на підставі Конституції та законів України, а також забороняється діяльність органів (посадових осіб), створених (призначених/обраних) у порядку, що суперечить Конституції та законам України. Правочини, прийняті з порушенням українського законодавча є недійсними.
Законопроєкт визначає Крим зоною з обмеженим доступом в‘їзду та виїзду. Порушення порядку в'їзду на окуповані території України та виїзду з них каратимуться позбавленням волі на строк від 3 до 5 років з конфіскацією транспортних засобів або інших засобів вчинення злочину. Ті самі дії, вчинені повторно, або за попередньою змовою групою осіб, або службовою особою з використанням службового становища каратимуться позбавленням волі на строк від 5 до 7 років з позбавленням права обіймати певні посади чи займатися певною діяльністю на строк до 3 років та з конфіскацією транспортних засобів або інших засобів вчинення злочину. Ті самі дії, вчинені організованою групою, каратимуться позбавленням волі на строк від 7 до 9 років з позбавленням права обіймати певні посади чи займатися певною діяльністю на строк до 3 років та з конфіскацією транспортних засобів або інших засобів вчинення злочину.
Згідно з даним законопроєктом, держава Україна та інші суб'єкти публічного права зберігають за собою право власності на майно, що перебуває на тимчасово окупованій території. Будь-який правочин, щодо нерухомого майна, укладений з порушенням законодавства України, є недійсним.
На тимчасово окупованій території забороняється:
- будь-яка господарська діяльність (підприємницька та некомерційна господарська діяльність), якщо вона підлягає державному регулюванню, зокрема ліцензуванню, отримання дозвільних документів, сертифікації тощо;
- ввезення та/або вивезення товарів військового призначення та подвійного використання;
- організація залізничних, автомобільних, морських, річкових, поромних, повітряних сполучень;
- користування державними ресурсами, у тому числі природними, фінансовими, кредитними;
- здійснення грошових переказів.

У законопроєкті прописана кримінальна відповідальність за колабораційну діяльність, якою вважатиметься «умисне, добровільне співробітництво у будь-якій формі з окупаційною державою або її представниками на шкоду державним інтересам України».
Порушення обмежень (заборон) економічної діяльності на окупованих територіях України каратиметься позбавленням волі на строк від 3 до 6 років з конфіскацію майна. Ті самі дії, вчинені за попередньою змовою групою осіб, або службовою особою з використанням службового становища, каратимуться позбавленням волі на строк від 5 до 8 років з позбавленням права обіймати певні посади чи займатися певною діяльністю та з конфіскацію майна. Ті самі дії, вчинені організованою групою, каратимуться позбавленням волі на строк від 7 до 10 років з позбавленням права обіймати певні посади чи займатися певною діяльністю на строк до 3 років та з конфіскацію майна.

## Оцінка законопроєкту
Агентство ООН у справах біженців в Україні розкритикувало проєкт, оскільки обмеження можуть ускладнити чи практично унеможливити для певних осіб можливість відвідати членів сім'ї, отримати медичну допомогу чи розпоряджатися своєю власністю у Криму. Було зазначено, що передбачені у законопроєкті обмеження економічної діяльності та супутні міри кримінальної відповідальності поставлять жителів Криму перед дилемою: залишитися та порушувати українське законодавство, або виїхати. Так само, законопроєкт встановлює кримінальну відповідальність за «колабораційну діяльність», визначення якої є широким та нечітким.
Федерація роботодавців України виступила з заявою, що прийняття законопроєкту може призвести до незворотних економічних наслідків. У ФРУ відзначили, що законопроєкт залишає неврегульованими питання порядку набуття і припинення права власності на території Криму, статус зареєстрованих у Криму українських підприємств та їх філій, порядок проведення фінансових операцій між розташованими на території Криму підприємствами з іншими суб'єктами господарювання, порядок сплати єдиного соціального внеску, порядок справляння заборгованості з кримських клієнтів, які відмовляються погашати борги та інше. У зверненні зазначалося, що законопроєкт містить багато ризиків для українського бізнесу, у зв'язку з чим ФРУ закликало не допустити прийняття законопроєкту без проведення консультацій з представниками бізнесу.
Критичні зауваження до проєкту закону висловили також Ольга Скрипник, член Координаційної ради громадських ініціатив з допомоги кримчанам та Асоціація «Виноградарі та винороби України».

### Поправки
Станом на 24 березня 2014 року до проєкту закону було внесено близько 200 поправок, які стосуються питань виборчого законодавства, виплати заробітних плат, збереження громадянства України та повноважень Міністерства оборони.

## Ухвалення Закону

### Голосування
За ухвалення закону в цілому на пленарному засіданні проголосували 228 депутатів:
| Фракція | Фракція                       | За  | Проти | Утрималося | Не голосувало | Відсутні |
| ------- | ----------------------------- | --- | ----- | ---------- | ------------- | -------- |
|         | Партія регіонів               | 1   | 0     | 0          | 27            | 77       |
|         | ВО «Батьківщина»              | 75  | 0     | 0          | 5             | 8        |
|         | УДАР                          | 33  | 0     | 0          | 1             | 7        |
|         | Суверенна європейська Україна | 29  | 0     | 0          | 1             | 6        |
|         | ВО «Свобода»                  | 33  | 0     | 0          | 1             | 1        |
|         | Комуністична партія України   | 0   | 0     | 0          | 0             | 33       |
|         | Економічний розвиток          | 27  | 0     | 0          | 1             | 8        |
|         | Позафракційні                 | 30  | 0     | 1          | 8             | 33       |
| Загалом | Загалом                       | 228 | 0     | 1          | 44            | 173      |

### Основні положення Закону
В тексті прийнятого у другому читанні Закону відсутні поняття «колабораціонізм», «колабораційна діяльність».
Встановлюється, зокрема, що громадяни України мають право на вільний та безперешкодний в'їзд і виїзд з тимчасово окупованої території за умови пред'явлення документа, що підтверджує громадянство України. В'їзд і виїзд іноземців та осіб без громадянства з тимчасово окупованої території допускається лише за спеціальним дозволом через встановлені пункти в'їзду-виїзду для таких осіб. Порядок в'їзду і виїзду іноземців та осіб без громадянства з тимчасово окупованої території встановлюється Кабінетом Міністрів України.
Документом визначено також, що примусове зарахування громадян України до громадян іншої держави не визнається.